# بلدة غرانت (مقاطعة كويناو)
غرانت، مقاطعة كويناو (بالإنجليزية: Grant Township, Keweenaw County, Michigan)‏ هي بلدة تقع بولاية ميشيغان في الولايات المتحدة. تبلغ مساحتها 525 (كم²)، وترتفع عن سطح البحر 201 م، بلغ عدد سكانها 172 نسمة في عام تعداد الولايات المتحدة 2000 حسب إحصاء مكتب تعداد الولايات المتحدة وتصل الكثافة السكانية فيها 0.6 نسمة/كم2.

## وصلات خارجية
- The US50 - Cities and Towns in Michigan State
- Michigan Cities and Towns, Facts, Map, Flag, Colleges, Government, and More